# Natação no Campeonato Mundial de Esportes Aquáticos de 2022 - 200 m livre feminino
A prova dos 200 metros livre feminino da natação no Campeonato Mundial de Esportes Aquáticos de 2022 ocorreu nos dias 20 e 21 de junho, em Budapeste, na Hungria.

## Recordes
Antes desta competição, os recordes mundiais e do campeonato nesta prova eram os seguintes:
| Tipo                  | Atleta              | Tempo     | Local | Data                |
| --------------------- | ------------------- | --------- | ----- | ------------------- |
|                       | Federica Pellegrini | 1m 52s 98 | Roma  | 29 de julho de 2009 |
| Recorde do campeonato | Federica Pellegrini | 1m 52s 98 | Roma  | 29 de julho de 2009 |

## Medalhistas
| Ouro               | Prata                    | Bronze           |
| Yang Junxuan (CHN) | Mollie O'Callaghan (AUS) | Tang Muhan (CHN) |

## Cronograma
Todos os horários são locais (UTC+2). 
| Data        | Hora  | Evento        |
| ----------- | ----- | ------------- |
| 20 de junho | 09:16 | Eliminatórias |
| 20 de junho | 19:15 | Semifinal     |
| 21 de junho | 18:17 | Final         |

## Resultados

### Eliminatórias
Esses foram os resultados das eliminatórias. A prova foi realizada no dia 20 de junho com início às 09:16. 
| Pos. | Bateria | Raia | Nadadora                 | Nacionalidade            | Tempo   | Notas |
| ---- | ------- | ---- | ------------------------ | ------------------------ | ------- | ----- |
| 1    | 3       | 4    | Yang Junxuan             | China                    | 1:56.58 | Q     |
| 2    | 3       | 5    | Madison Wilson           | Austrália                | 1:56.85 | Q     |
| 3    | 3       | 6    | Leah Smith               | Estados Unidos           | 1:57.22 | Q     |
| 3    | 5       | 5    | Penny Oleksiak           | Canadá                   | 1:57.22 | Q     |
| 5    | 4       | 5    | Mollie O'Callaghan       | Austrália                | 1:57.28 | Q     |
| 6    | 5       | 3    | Freya Anderson           | Reino Unido              | 1:57.53 | Q     |
| 7    | 4       | 1    | Janja Šegel              | Eslovênia                | 1:57.71 | Q     |
| 8    | 4       | 2    | Stephanie Balduccini     | Brasil                   | 1:57.81 |       |
| 9    | 3       | 3    | Isabel Marie Gose        | Alemanha                 | 1:57.94 | Q     |
| 10   | 4       | 3    | Charlotte Bonnet         | França                   | 1:58.14 | Q     |
| 11   | 4       | 6    | Erika Fairweather        | Nova Zelândia            | 1:58.26 | Q     |
| 12   | 4       | 4    | Tang Muhan               | China                    | 1:58.28 | Q     |
| 13   | 5       | 1    | Marrit Steenbergen       | Países Baixos            | 1:58.33 | Q     |
| 14   | 5       | 2    | Taylor Ruck              | Canadá                   | 1:58.41 | Q     |
| 15   | 5       | 6    | Claire Weinstein         | Estados Unidos           | 1:58.76 | Q     |
| 16   | 3       | 2    | Katja Fain               | Eslovênia                | 1:58.84 | Q     |
| 17   | 3       | 7    | Valentine Dumont         | Bélgica                  | 1:58.86 |       |
| 18   | 4       | 7    | Nikolett Pádár           | Hungria                  | 1:58.90 |       |
| 19   | 5       | 7    | Freya Colbert            | Reino Unido              | 1:59.48 |       |
| 20   | 4       | 8    | Snæfríður Jórunnardóttir | Islândia                 | 2:00.61 |       |
| 21   | 3       | 1    | Marlene Kahler           | Áustria                  | 2:00.75 |       |
| 22   | 3       | 8    | Elisbet Gámez            | Cuba                     | 2:00.86 |       |
| 23   | 5       | 8    | Daria Golovaty           | Israel                   | 2:01.01 |       |
| 24   | 2       | 5    | Karen Durango            | Colômbia                 | 2:01.61 |       |
| 25   | 4       | 9    | Ieva Maļuka              | Letônia                  | 2:02.43 |       |
| 26   | 3       | 0    | Jung Hyun-young          | Coreia do Sul            | 2:02.64 |       |
| 27   | 5       | 9    | Sofia Åstedt             | Suécia                   | 2:03.22 |       |
| 28   | 5       | 0    | Aleksa Gold              | Estónia                  | 2:03.46 |       |
| 29   | 3       | 9    | Zhanet Angelova          | Bulgária                 | 2:05.88 |       |
| 30   | 2       | 3    | Lucero Mejía             | Guatemala                | 2:06.78 |       |
| 31   | 2       | 4    | Kamonchanok Kwanmuang    | Tailândia                | 2:07.20 |       |
| 32   | 2       | 6    | Jehanara Nabi            | Paquistão                | 2:11.13 |       |
| 33   | 2       | 2    | Natalia Kuipers          | Ilhas Virgens Americanas | 2:12.20 |       |
| 34   | 2       | 7    | Bianca Mitchell          | Antígua e Barbuda        | 2:13.84 |       |
| 35   | 1       | 5    | Tilly Collymore          | Granada                  | 2:15.68 |       |
| 36   | 2       | 1    | Therese Soukup           | Seicheles                | 2:16.23 |       |
| 37   | 2       | 8    | Zaira Forson             | Gana                     | 2:20.83 |       |
| 38   | 1       | 4    | Charissa Panuve          | Tonga                    | 2:22.93 |       |
| 39   | 1       | 3    | Keana Santos             | Guam                     | 2:30.08 |       |
| 40   | 4       | 0    | Gan Ching Hwee           | Singapura                | DNS     | DNS   |
| 40   | 5       | 4    | Siobhán Haughey          | Hong Kong                | DNS     | DNS   |

### Semifinal
Esses foram os resultados das semifinais. A prova foi realizada no dia 20 de junho com início às 19:15.
| Pos. | Bateria | Raia | Nadadora             | Nacionalidade  | Tempo   | Notas |
| ---- | ------- | ---- | -------------------- | -------------- | ------- | ----- |
| 1    | 1       | 3    | Freya Anderson       | Reino Unido    | 1:56.05 | Q     |
| 2    | 1       | 4    | Madison Wilson       | Austrália      | 1:56.31 | Q     |
| 3    | 2       | 3    | Mollie O'Callaghan   | Austrália      | 1:56.34 | Q     |
| 4    | 1       | 2    | Charlotte Bonnet     | França         | 1:56.54 | Q     |
| 5    | 2       | 4    | Yang Junxuan         | China          | 1:56.75 | Q     |
| 6    | 1       | 1    | Taylor Ruck          | Canadá         | 1:56.80 | Q     |
| 7    | 2       | 2    | Isabel Marie Gose    | Alemanha       | 1:56.82 | Q     |
| 8    | 1       | 7    | Tang Muhan           | China          | 1:56.87 | Q     |
| 9    | 2       | 5    | Leah Smith           | Estados Unidos | 1:56.90 |       |
| 10   | 2       | 8    | Claire Weinstein     | Estados Unidos | 1:56.94 |       |
| 11   | 2       | 7    | Erika Fairweather    | Nova Zelândia  | 1:57.43 |       |
| 12   | 1       | 6    | Stephanie Balduccini | Brasil         | 1:57.54 |       |
| 13   | 1       | 8    | Katja Fain           | Eslovênia      | 1:58.00 |       |
| 14   | 2       | 6    | Janja Šegel          | Eslovênia      | 1:58.10 |       |
| 15   | 2       | 1    | Marrit Steenbergen   | Países Baixos  | 1:58.93 |       |
| –    | 1       | 5    | Penny Oleksiak       | Canadá         | DSQ     | DSQ   |

### Final
A final foi realizada em 21 de junho às 18:17. 
| Pos.              | Raia | Nadadora           | Nacionalidade | Tempo   | Notas |
| ----------------- | ---- | ------------------ | ------------- | ------- | ----- |
| Medalha de ouro   | 2    | Yang Junxuan       | China         | 1:54.92 |       |
| Medalha de prata  | 3    | Mollie O'Callaghan | Austrália     | 1:55.22 |       |
| Medalha de bronze | 8    | Tang Muhan         | China         | 1:56.25 |       |
| 4                 | 4    | Freya Anderson     | Reino Unido   | 1:56.68 |       |
| 5                 | 5    | Madison Wilson     | Austrália     | 1:56.85 |       |
| 6                 | 6    | Charlotte Bonnet   | França        | 1:57.24 |       |
| 6                 | 7    | Taylor Ruck        | Canadá        | 1:57.24 |       |
| 8                 | 1    | Isabel Marie Gose  | Alemanha      | 1:57.38 |       |

Legenda
| Recorde mundial       | Recorde mundial (World record)               |                       | Recorde africano                      | Recorde africano (African) |                                           | Q | Classificado por posição (Qualified) |
| Recorde do campeonato | Recorde do campeonato (Championship record)  | Recorde da América    | Recorde da América (Americas)         | q                          | Classificado por melhor tempo (Qualified) |   |                                      |
| Melhor marca do ano   | Melhor marca do ano (World leading)          | Recorde asiático      | Recorde asiático (Asian)              | DNS                        | Não largou (Did not start)                |   |                                      |
| Recorde nacional      | Recorde nacional (National record)           | Recorde europeu       | Recorde europeu (European)            | DNF                        | Não terminou (Did not finish)             |   |                                      |
| Recorde pessoal       | Recorde pessoal do atleta (Personal best)    | Recorde da Oceania    | Recorde da Oceania (Oceania)          | DSQ / DQ                   | Desclassificado (Disqualified)            |   |                                      |
| Recorde da temporada  | Recorde da temporada do atleta (Season best) | Recorde sul-americano | Recorde sul-americano (South America) | NM                         | Sem marca (No mark)                       |   |                                      |